# Unterseeboot 716
L'Unterseeboot 716 ou U-716 est un sous-marin allemand (U-Boot) de type VIIC utilisé par la Kriegsmarine pendant la Seconde Guerre mondiale.
Le sous-marin fut commandé le 10 avril 1941 à Hambourg (H. C. Stülcken Sohn), sa quille fut posée le 16 avril 1942, il fut lancé le 15 janvier 1943 et mis en service le 15 avril 1943 de l'Oberleutnant zur See Hans Dunkelberg.
Il capitula à Narvik, en Norvège le 9 mai 1945 et fut sabordé en décembre 1945.

## Conception
Unterseeboot type VII, l'U-716 avait un déplacement de 769 tonnes en surface et 871 tonnes en plongée. Il avait une longueur totale de 67,10 m, un maître-bau de 6,20 m, une hauteur de 9,60 m et un tirant d'eau de 4,74 m. Le sous-marin était propulsé par deux hélices de 1,23 m, deux moteurs diesel Germaniawerft M6V 40/46 de 6 cylindres en ligne de 1 400 cv à 470 tr/min, produisant un total de 2 060 à 2 350 kW en surface et de deux moteurs électriques Garbe, Lahmeyer & Co. RP 137/c de 375 cv à 295 tr/min, produisant un total 550 kW, en plongée. Le sous-marin avait une vitesse en surface de 17,7 nœuds (32,8 km/h) et une vitesse de 7,6 nœuds (14,1 km/h) en plongée. Immergé, il avait un rayon d'action de 80 milles marins (150 km) à 4 nœuds (7,4 km/h; 4,6 milles par heure) et pouvait atteindre une profondeur de 230 m. En surface son rayon d'action était de 8 500 milles nautiques (soit 15 700 km) à 10 nœuds (19 km/h).
L'U-716 était équipé de cinq tubes lance-torpilles de 53,3 cm (quatre montés à l'avant et un à l'arrière) qui contenait quatorze torpilles. Il était équipé d'un canon de 8,8 cm SK C/35 (220 coups) et d'un canon antiaérien de 20 mm Flak. Il pouvait transporter 26 mines TMA ou 39 mines TMB. Son équipage comprenait 4 officiers et 40 à 56 sous-mariniers.

## Historique
Il reçut sa formation de base au sein de la 5. Unterseebootsflottille jusqu'au 31 décembre 1943, il rejoint son unité de combat dans la 11. Unterseebootsflottille, dans la 13. Unterseebootsflottille,  puis dans la 14. Unterseebootsflottille à partir du 1er avril 1945.
Sa première patrouille est précédée d'un court trajet de Kiel à Bergen. Elle commence le 15 décembre 1943 au départ de Bergen sous les ordres de l'Oberleutnant zur See Hans Dunkelberg. Il part pour les eaux Arctiques pendant 33 jours, sans succès.
Sa deuxième patrouille se déroule du 25 janvier au 18 février 1944, soit 25 jours. Il navigue en mer de Barents et coule deux navires du convoi JW-56A, pour un total de 7 254 tonneaux (l'USS PTC-39 était transporté par le navire américain Andrew G. Curtin lorsqu'il fut coulé). Ce sera ses seuls succès.
Le 19 juillet 1944 à 19 h 15, l'U-716 est attaqué en mer de Norvège par un B-24 Liberator FL985 du 59 Sqn RAF / F, piloté par le Flight officer (en) R.C. Penning. Les six charges de profondeurs lui causent de graves dommages. Les explosions provoquent une entrée d'eau par la trappe de l'office, laquelle endommage tous les équipements électriques, y compris les émetteurs radio.
L'avion attaque de nouveau et largue deux autres charges. Les sous-mariniers allemands, inexpérimentés, tirent sur l'avion, sans résultat. Cinq hommes sur le pont sont légèrement blessés par des éclats d'obus. Le sous-marin encaisse d'autres attaques en fin de journée alors qu'il plonge. Les dégâts sont tels qu'il doit retourner à la base au plus vite. Il y arrive, le 22 juillet 1944.
Le 23 avril 1945, l'U-716 est attaqué par des charges de profondeur d'un groupe hunter-killer, en mer de Barents, au large Polyarny, en Russie. Les dommages le forcent à retourner à Narvik pour des réparations.
Les sous-marins qui se trouvaient dans la région de Narvik à la fin de la guerre sont tous convoyés le 12 mai vers Skjomenfjord sur ordre des Alliés pour éviter des tensions avec les Norvégiens. Le 15 mai, un convoi allemand de cinq navires (le Grille, le cargo-pétrolier de ravitaillement Kärnten, le navire de réparation Kamerun, les navires d’approvisionnement Huascaran et Stella Polaris) et 15 sous-marins (U-278, U-294, U-295, U-312, U-313, U-318, U-363, U-427, U-481, U-668, U-716, U-968, U-992, U-997 et U-1165) est intercepté durant leur transfert vers Trondheim. Après y avoir fait relâche, les sous-marins sont conduits par le 9e groupe d'escorte à Loch Eriboll, en Écosse où ils arrivent le 19 mai. Ils sont ensuite convoyés soit au Loch Ryan soit à Lisahally en vue de leur destruction. Dans le cadre de l’opération alliée de destruction massive d'U-Boote ( Deadlight), l'U-716 est coulé le 11 décembre 1945 à la position 55° 50′ N, 10° 05′ O, par des roquettes d'un Mosquito du 248 Sqn de la RAF. 

## Affectations
- 5. Unterseebootsflottille du 15 avril 1943 au 31 décembre 1943 (Période de formation).
- 11. Unterseebootsflottille du 1er janvier 1944 au 30 septembre 1944 (Unité combattante).
- 13. Unterseebootsflottille du 1er octobre 1944 au 31 mars 1945 (Unité combattante).
- 14. Unterseebootsflottille du 1er avril 1945 au 8 mai 1945 (Unité combattante).

## Commandement
- Oberleutnant zur See Hans Dunkelberg du 15 avril 1943 au 24 janvier 1945.
- Oberleutnant zur See Friedrich-August Greus du 22 janvier 1945 au 12 février 1945 (en suppléant).
- Oberleutnant zur See Jürgen Thimme de février 1945 au 9 mai 1945.

## Patrouilles
|       | Commandant                   | Départ            | Départ          | Arrivée           | Arrivée          | Jours     | Succès  |
| ----- | ---------------------------- | ----------------- | --------------- | ----------------- | ---------------- | --------- | ------- |
|       | Oblt. Hans Dunkelberg        | 11 décembre 1943  | Kiel            | 14 décembre 1943  | Bergen           | 4 jours   |         |
| 1     | Oblt. Hans Dunkelberg        | 15 décembre 1943  | Bergen          | 16 janvier 1944   | Hammerfest       | 33 jours  |         |
| 2     | Oblt. Hans Dunkelberg        | 25 janvier 1944   | Hammerfest      | 18 février 1944   | Hammerfest       | 25 jours  | 7 254   |
|       | Oblt. Hans Dunkelberg        | 23 février 1944   | Hammerfest      | 24 février 1944   | Hammerfest       | 2 jours   |         |
|       | Oblt. Hans Dunkelberg        | 24 février 1944   | Hammerfest      | 24 février 1944   | Narvik           | 1 jour    |         |
|       | Oblt. Hans Dunkelberg        | 29 février 1944   | Narvik          | 29 février 1944   | Hammerfest       | 1 jour    |         |
| 3     | Oblt. Hans Dunkelberg        | 1er mars 1944     | Hammerfest      | 7 mars 1944       | Narvik           | 7 jours   |         |
|       | Oblt. Hans Dunkelberg        | 10 mars 1944      | Narvik          | 11 mars 1944      | Hammerfest       | 2 jours   |         |
| 4     | Oblt. Hans Dunkelberg        | 30 mars 1944      | Hammerfest      | 17 avril 1944     | Bergen           | 19 jours  |         |
|       | Oblt. Hans Dunkelberg        | 14 juin 1944      | Bergen          | 17 juin 1944      | Skjomenfjord     | 4 jours   |         |
| 5     | Oblt. Hans Dunkelberg        | 20 juin 1944      | Skjomenfjord    | 22 juillet 1944   | Hammerfest       | 33 jours  |         |
|       | Oblt. Hans Dunkelberg        | 23 juillet 1944   | Hammerfest      | 25 juillet 1944   | Narvik           | 3 jours   |         |
|       | Oblt. Hans Dunkelberg        | 26 juillet 1944   | Narvik          | 31 juillet 1944   | Bergen           | 6 jours   |         |
|       | Oblt. Hans Dunkelberg        | 17 septembre 1944 | Bergen          | 22 septembre 1944 | Kiel             | 6 jours   |         |
|       | Oblt. Hans Dunkelberg        | 22 septembre 1944 | Kiel            | 23 septembre 1944 | Lübeck           | 2 jours   |         |
|       | Oblt. Hans Dunkelberg        | 6 octobre 1944    | Lübeck          | 6 octobre 1944    | Kiel             | 1 jour    |         |
|       | Oblt. Hans Dunkelberg        | 10 octobre 1944   | Kiel            | 10 octobre 1944   | Lübeck           | 1 jour    |         |
|       | Oblt. Hans Dunkelberg        | 5 novembre 1944   | Lübeck          | 6 novembre 1944   | Kiel             | 2 jours   |         |
|       | Oblt. Hans Dunkelberg        | 20 novembre 1944  | Kiel            | 24 novembre 1944  | Horten           | 5 jours   |         |
|       | Oblt. Hans Dunkelberg        | 3 décembre 1944   | Horten          | 7 décembre 1944   | Harstad          | 5 jours   |         |
| 6     | Oblt. Hans Dunkelberg        | 7 janvier 1945    | Harstad         | 12 janvier 1945   | Bogenbucht       | 6 jours   |         |
|       | Oblt. Friedrich-August Greus | 27 janvier 1945   | Bogenbucht (de) | 27 janvier 1945   | Kilbotn          | 1 jour    |         |
|       | Oblt. Friedrich-August Greus | 3 février 1945    | Kilbotn         | 4 février 1945    | Narvik           | 2 jours   |         |
| 7     | Oblt. Friedrich-August Greus | 6 février 1945    | Narvik          | 24 février 1945   | Harstad          | 7 jours   |         |
| 8     | Oblt. Jürgen Thimme          | 18 février 1945   | Harstad         | 24 février 1945   | Harstad          | 7 jours   |         |
|       | Oblt. Jürgen Thimme          | 25 février 1945   | Harstad         | 26 février 1945   | Bogenbucht       | 2 jours   |         |
| 9     | Oblt. Jürgen Thimme          | 12 mars 1945      | Bogenbucht      | 9 avril 1945      | Narvik           | 29 jours  |         |
| 10    | Oblt. Jürgen Thimme          | 21 avril 1945     | Narvik          | 28 avril 1945     | Narvik           | 8 jours   |         |
|       | Oblt. Jürgen Thimme          | 12 mai 1945       | Narvik          | 12 mai 1945       | Skjomenfjord     | 1 jour    |         |
|       | Oblt. Jürgen Thimme          | 15 mai 1945       | Skjomenfjord    | 19 mai 1945       | Loch Eriboll, UK | 5 jours   |         |
| Total | Total                        | Total             | Total           | Total             | Total            | 230 jours | 7 254 t |

Note : Oblt. = Oberleutnant zur See

### OpérationsWolfpack
L'U-716 opéra avec les Wolfpacks (meutes de loups) durant sa carrière opérationnelle.
- Eisenbart (16 décembre 1943 - 5 janvier 1944)
- Isegrim (25-27 janvier 1944)
- Werwolf (27 janvier - 17 février 1944)
- Keil (5-16 avril 1944)
- Trutz (20 juillet - 10 juillet 1944)
- Rasmus (6-11 février 1945)
- Hagen (13-21 mars 1945)

## Navires coulés
L'U-716 coula 1 navire marchand de 7 200 tonneaux et 1 navire de guerre de 54 tonneaux au cours des 10 patrouilles (230 jours en mer) qu'il effectua.
| Date            | Nom                 | Nationalité | Tonnage | Convoi | Fait  | Localisation         |
| --------------- | ------------------- | ----------- | ------- | ------ | ----- | -------------------- |
| 26 janvier 1944 | Andrew G. Curtin    | USA         | 7 200   | JW-56A | Coulé | 73° 22′ N, 24° 15′ E |
| 26 janvier 1944 | USS PTC-39 [Trans.] | US Navy     | 54      | JW-56A | Coulé | 73° 22′ N, 24° 15′ E |